# 아이트라

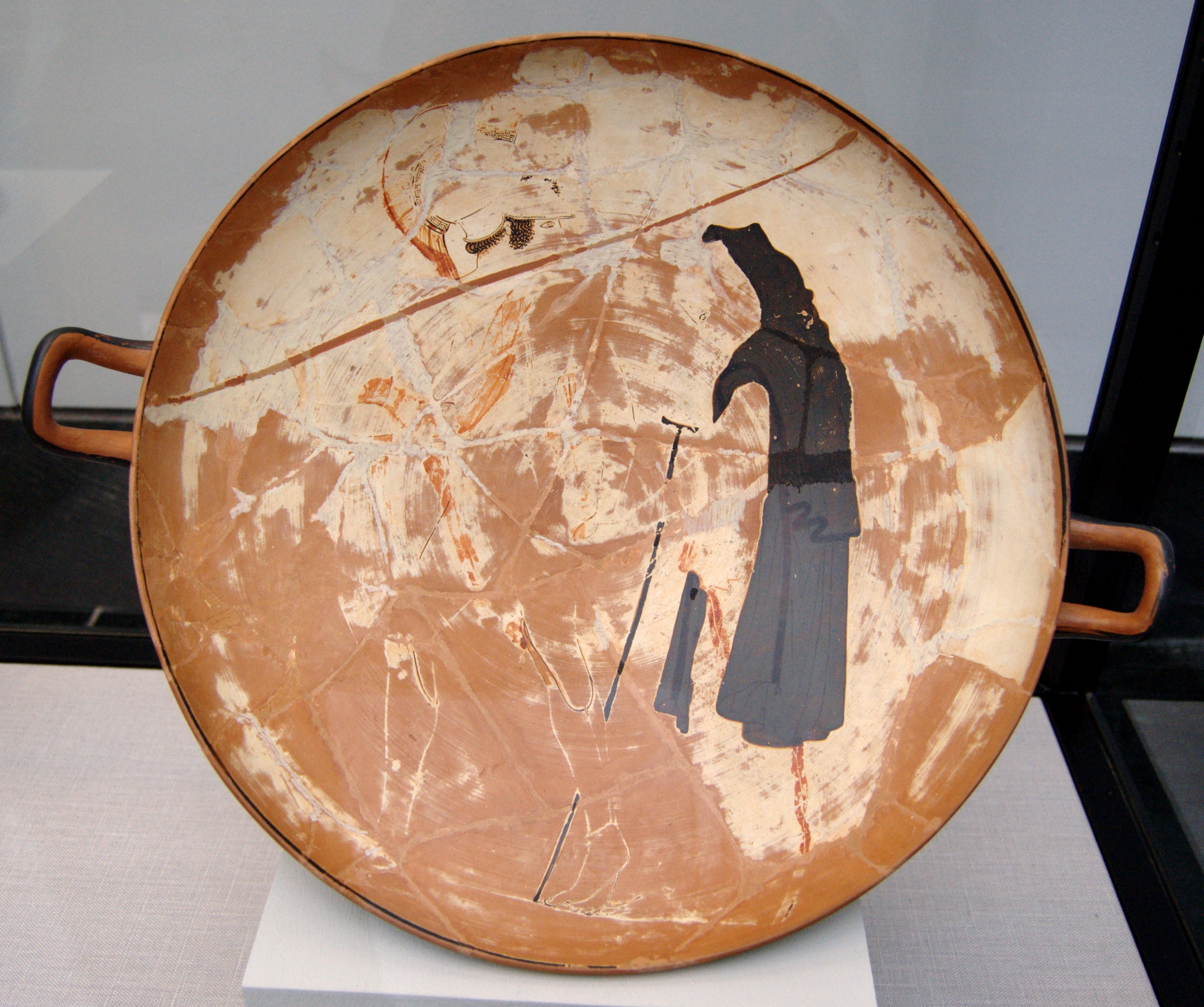

아이트라(Aethra)는 그리스 신화에 나오는 트로이의 왕 피테우스의 딸이다. 아테네의 왕 아이게우스와의 사이에서 테세우스를 낳았다. 테세우스의 어머니로서, 테세우스가 명부 여행을 하는 동안, 납치해 온 헬레네를 어머니인 아이트라에게 맡겼는데, 헬레네의 형제인 디오스쿠로이가 헬레네를 구하려고 왔다가 아이트라를 붙잡았다. 헬레네가 트로이로 갈 때 함께 따라갔으며, 파리스와 함께 도망하도록 권한 것은 그녀였다고도 한다. 트로이에서 증손자 무니토스의 유모가 되었는데, 트로이 함락 후 손자인 데모폰과 아카마스에 의해 구출되었다. 테세우스가 죽자 그녀도 자살하였다는 설이 있다.